# Lê Hoàng Thiên
Lê Hoàng Thiên (sinh ngày 25 tháng 12 năm 1990 tại tỉnh Gia Lai) là một cầu thủ bóng đá chuyên nghiệp người Việt Nam hiện đang thi đấu ở vị trí tiền vệ cho câu lạc bộ bóng đá Bình Định tại giải hạng nhất quốc gia V.League 2.

## Sự nghiệp
Hoàng Thiên sinh ra và lớn lên tại thành phố Pleiku, tỉnh Gia Lai. Anh dành phần lớn sự nghiệp của mình cống hiến câu lạc bộ bóng đá quê nhà Hoàng Anh Gia Lai.
Sau khi kết thúc mùa giải 2015, Hoàng Thiên đã ký hợp đồng hai năm với SHB Đà Nẵng. Hoàng Thiên giải thích rằng mặc dù Hoàng Anh Gia Lai có thể trả cho anh mức lương cao hơn nhưng anh cảm thấy Đà Nẵng là thành phố phù hợp để anh có thể chăm lo cho gia đình và được thoải mái. Nhưng tại đây anh lại thi đấu không được thành công. Sau khi không được ra sân trong phần lớn thời gian mùa giải 2017, Hoàng Thiên chia tay SHB Đà Nẵng để chuyển sang thi đấu cho Sài Gòn đầu tháng 5 năm 2017.
==Đời tư: 
Anh ly hôn năm 2021 với vợ cũ là Dương Thị Ngọc Nguyệt .  Hoàng Thiên là người theo đạo thiên chúa và được đồng đội gọi là "Người con của Chúa". Anh có một hình xăm thánh giá trên cánh tay trái và một câu kinh thánh ở tay phải.

## Thống kê sự nghiệp

### Đội tuyển quốc gia
Tính đến ngày 10 tháng 10 năm 2017.
| Việt Nam  | Việt Nam | Việt Nam |
| Năm       | Trận     | Bàn      |
| --------- | -------- | -------- |
| 2016      | 3        | 0        |
| Tổng cộng | 3        | 0        |

## Danh hiệu
U19 Thành Long
- Giải bóng đá U19 quốc gia: 2008

Thành phố Hồ Chí Minh
- Á quân Giải bóng đá vô địch quốc gia Việt Nam: 2019